# Autonomie Liberté Participation Écologie
Autonomie Liberté Démocratie (Nederlands: Autonomie Vrijheid Democratie), is een Italiaanse politieke partij die de Franse minderheid in de Valle d'Aosta vertegenwoordigt. Bij de Italiaanse parlementsverkiezingen van 2006 kreeg de partij 34.167 stemmen, goed voor één zetel in de Senaat. De partij maakt deel uit van L'Unione (De Unie), de coalitie van Romano Prodi.